# رودريك بوكانان
رودريك بوكانان (بالإنجليزية: Roderick Buchanan)‏ هو مصور بريطاني، ولد في 1965.